# Neoxyphinus boibumba
Neoxyphinus boibumba – gatunek pająka z rodziny Oonopidae.

## Taksonomia
Gatunek ten opisany został po raz pierwszy w 2012 roku przez Naiarę Abrahim i Cristinę A. Rheims na łamach „American Museum Novitates”. Jako lokalizację typową wskazano Campo de Provas Brigadeiro Velloso na terenie Serra do Cachimbo w gminie Nova Progresso w brazylijskim stanie Pará. Epitet gatunkowy pochodzi od festiwalu ludowego Boi-Bumbá.

## Morfologia
Holotypowy samiec ma 1,88 mm długości ciała. Karapaks jest pomarańczowobrązowy, gładki, o lekko wyniesionej części głowowej, tępo guzkowany na krawędziach bocznych, zaopatrzony w jedną parę dużych i tępych guzów przy brzegu tylnym, a na powierzchniach tylno-bocznych pozbawiony kolców. Nadustek ma prostą w widoku przednim, niezmodyfikowaną krawędź. Kolor szczękoczułków, szczęki i wargi dolnej jest pomarańczowobrązowy. Pomarańczowobrązowe, tak szerokie jak długie sternum pozbawione jest mikrorzeźby. Odnóża są jasnopomarańczowe. Łącznik jest długi i rurkowaty. Opistosoma (odwłok) ma pomarańczowobrązowe, gładkie, w przedniej połowie wyraźnie ząbkowane skutum grzbietowe oraz pomarańczowobrązowe skutum postepigastryczne.
Nogogłaszczki samca mają bladopomarańczowe człony bliższe oraz żółte cymbium i bulbus. Zaokrąglony embolus pozbawiony jest listewki przednio-bocznej i guzka przednio-bocznego.

## Rozprzestrzenienie
Pająk neotropikalny, endemiczny dla Brazylii, znany tylko ze stanu Pará. 